# Ferrovia Hitachinaka Kaihin
La Ferrovia Hitachinaka Kaihin (ひたちなか海浜鉄道?, Hitachinaka Kaihin Tetsudō, lett. Ferrovia marittima di Hitachinaka)  è un operatore ferroviario giapponese con sede nella città di Hitachinaka, nella prefettura di Ibaraki.

## Storia
La Ferrovia Minato (湊鉄道?, Minato Tetsudō) fu fondata il 18 novembre 1907 e aprì una linea ferroviaria da Katsuta a Nakaminato il 25 dicembre 1913, utilizzando il trasporto a vapore. Nel 1944, la società si fuse con altre società della prefettura di Ibaraki diventando la Ibaraki Kōtsū (茨城交通?). Sebbene l'azienda si sia espansa in una varietà di attività oltre al trasporto pubblico, le sue condizioni commerciali sono peggiorate a partire dagli anni '90 a causa del calo del numero di utenti della sua attività principale, treni e autobus, e dei fallimenti nelle attività legate al settore immobiliare. Il 1º aprile 2008 viene fondata, dalla scissione della divisione ferroviaria di Ibaraki Kōtsū, la Ferrovia Hitachinaka Kaihin che eredita e gestisce la linea Minato.

## Linee ferroviarie
La compagnia gestisce una linea situata interamente a Hitachinaka.
- Linea Minato (湊線?): Katsuta - Ajigaura (14,3 km, 11 stazioni)

Percorso della linea

## Materiale rotabile
Dal 1º aprile 2016 la ferrovia gestisce una flotta di otto automotrici diesel a carrozza singola:
- KiHa 11
- KiHa 20
- MiKi 300
- KiHa 3710
- KiHa 37100

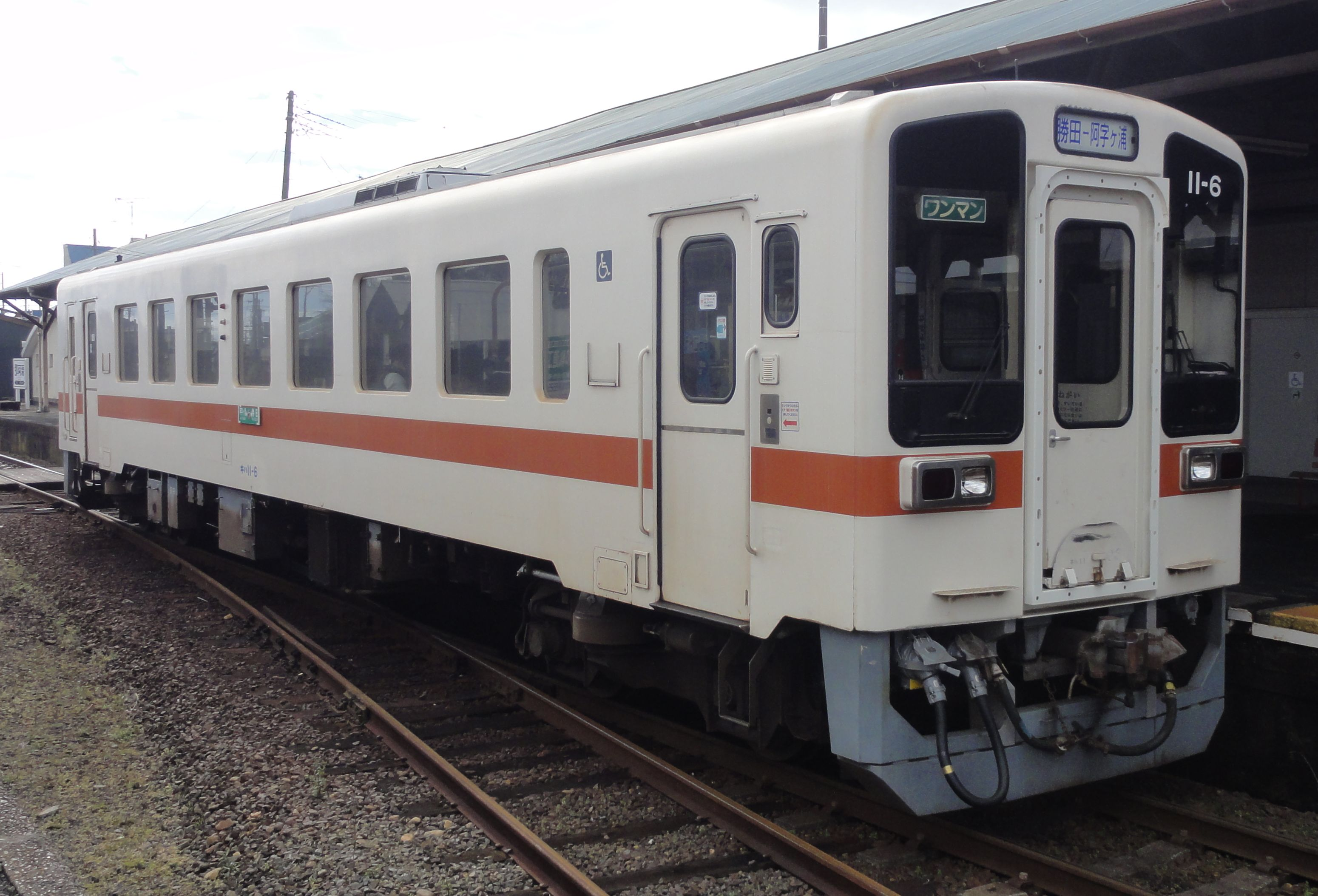
KiHa 11-6 (febbraio 2016)
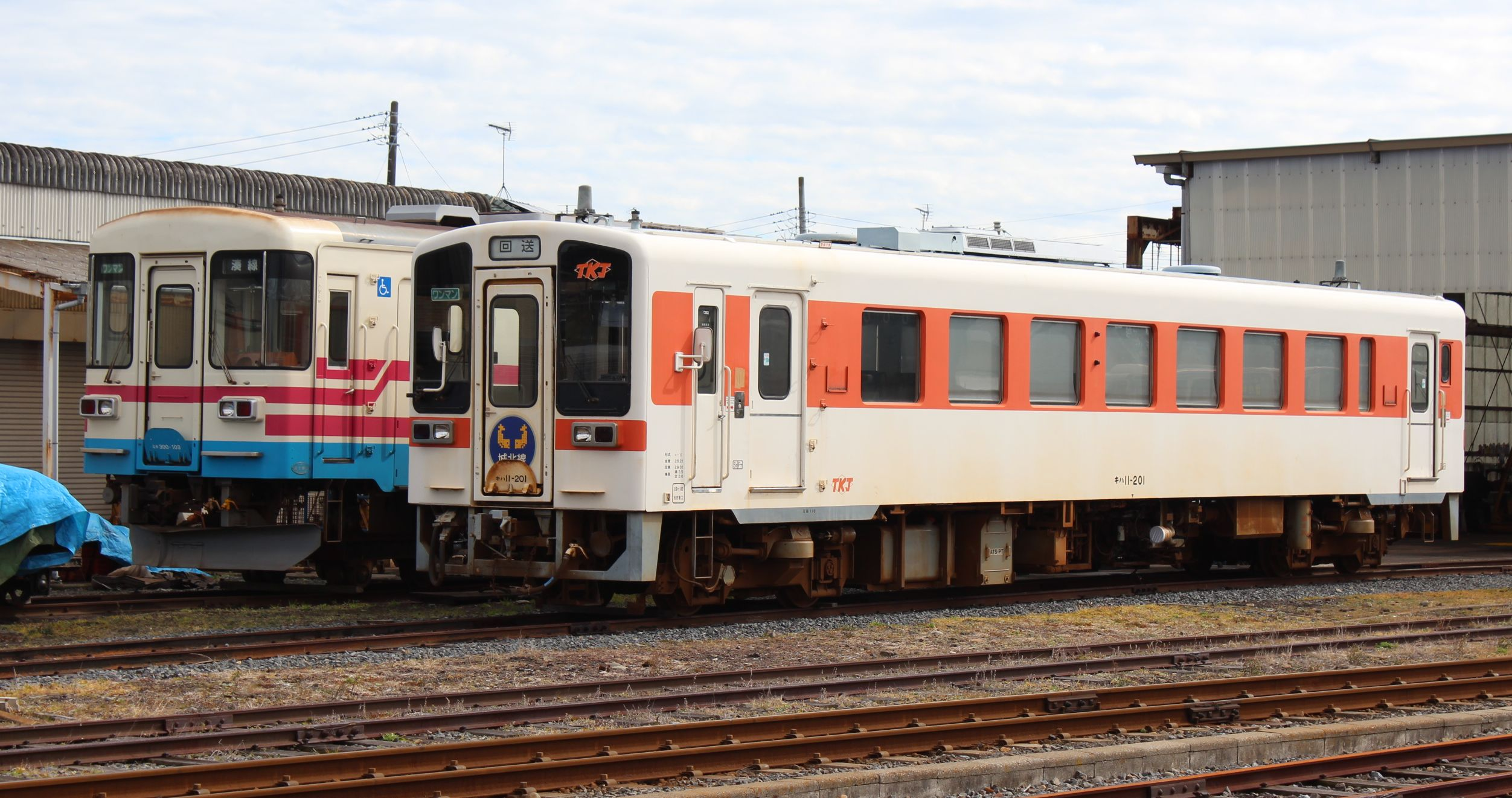
KiHa 11-201
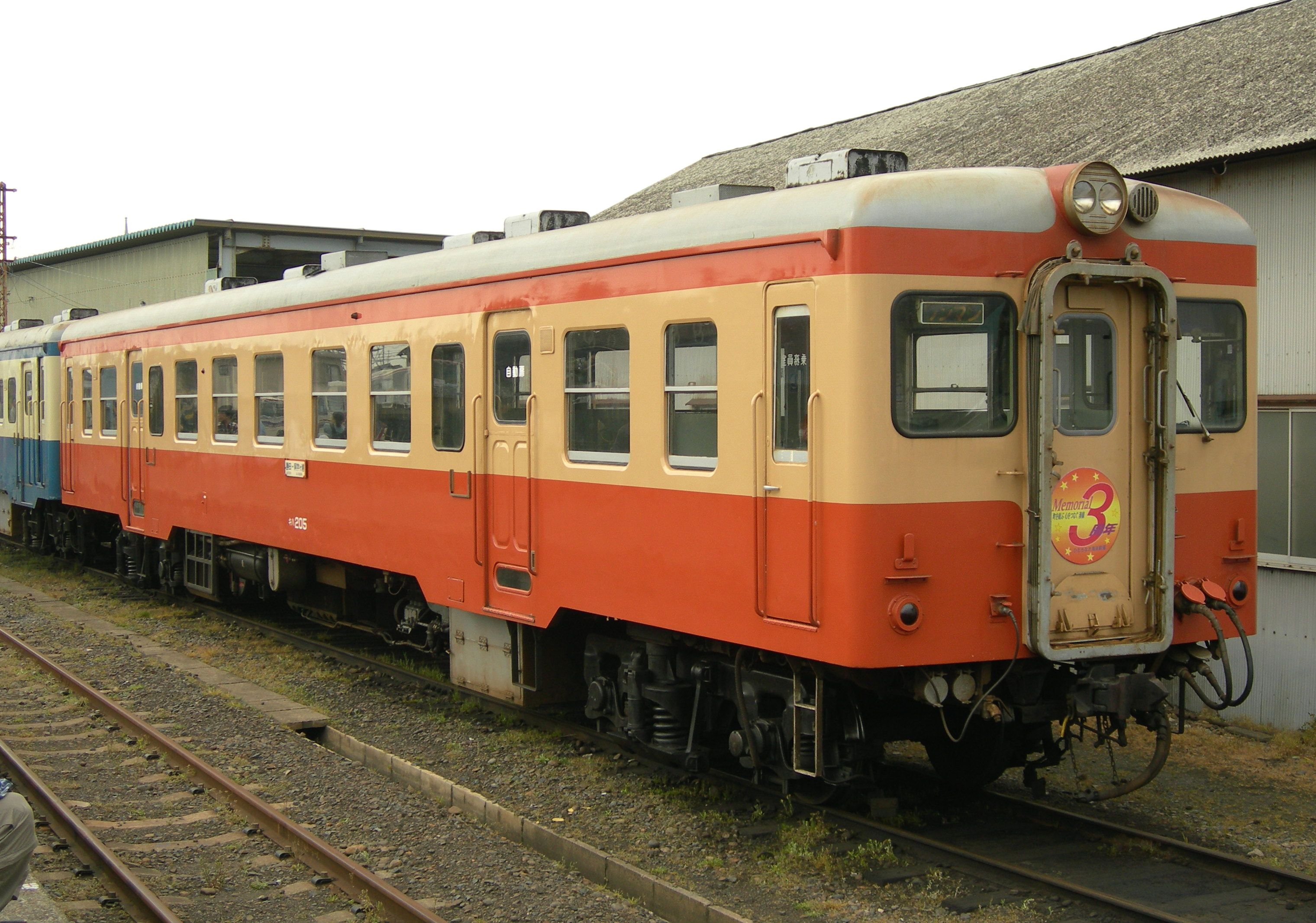
KiHa 205
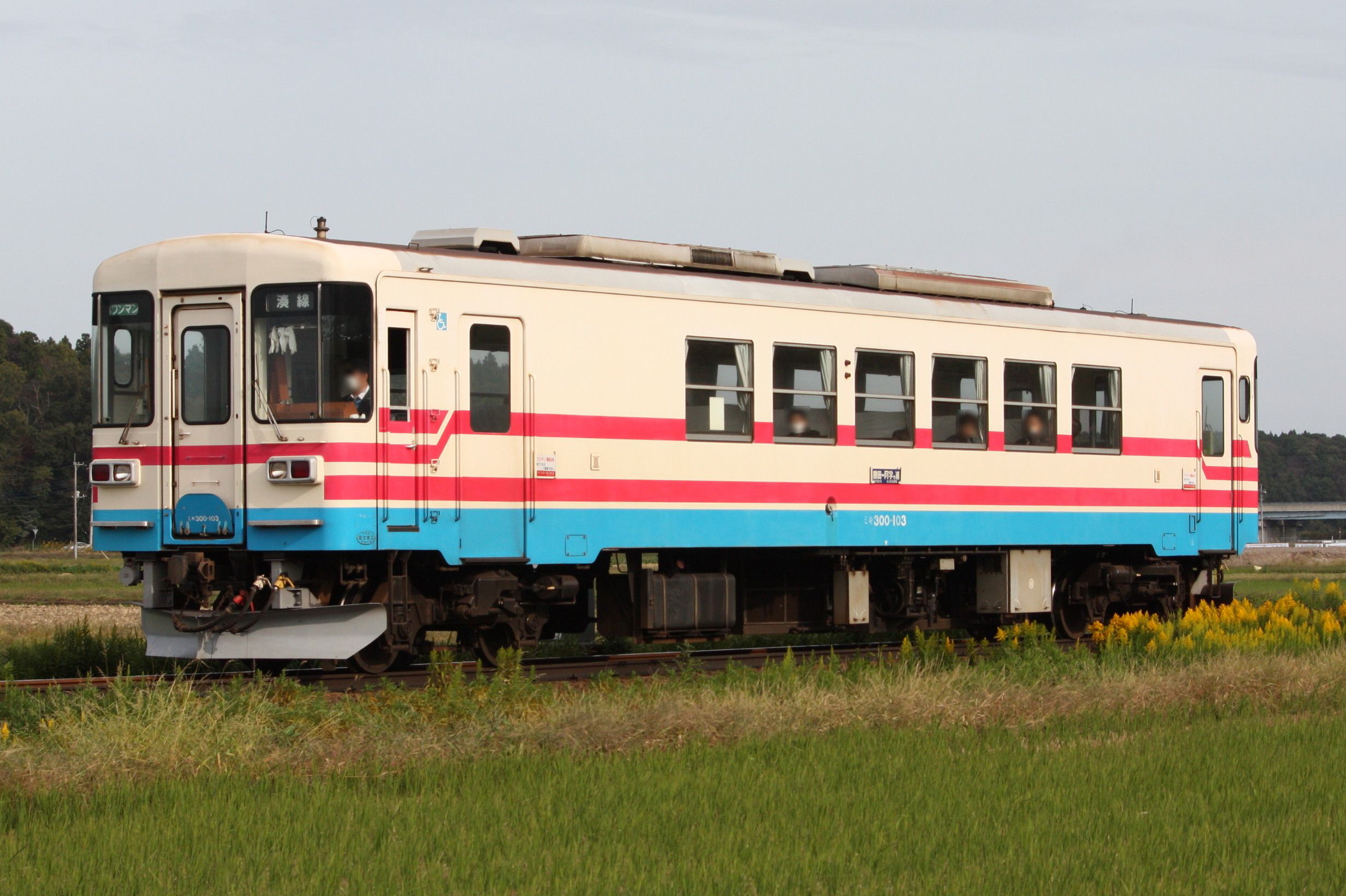
MiKi 300-103
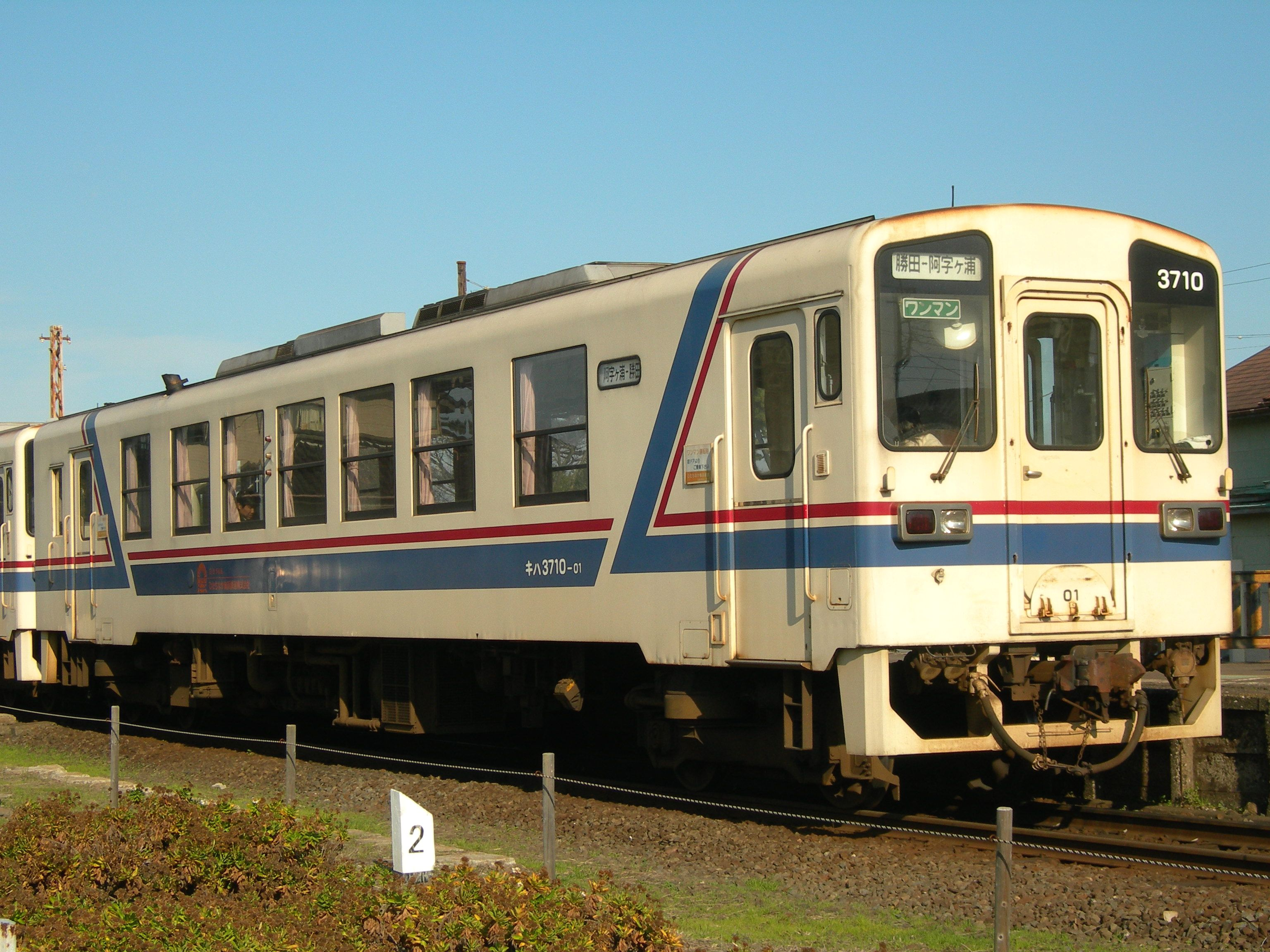
KiHa 3710–01
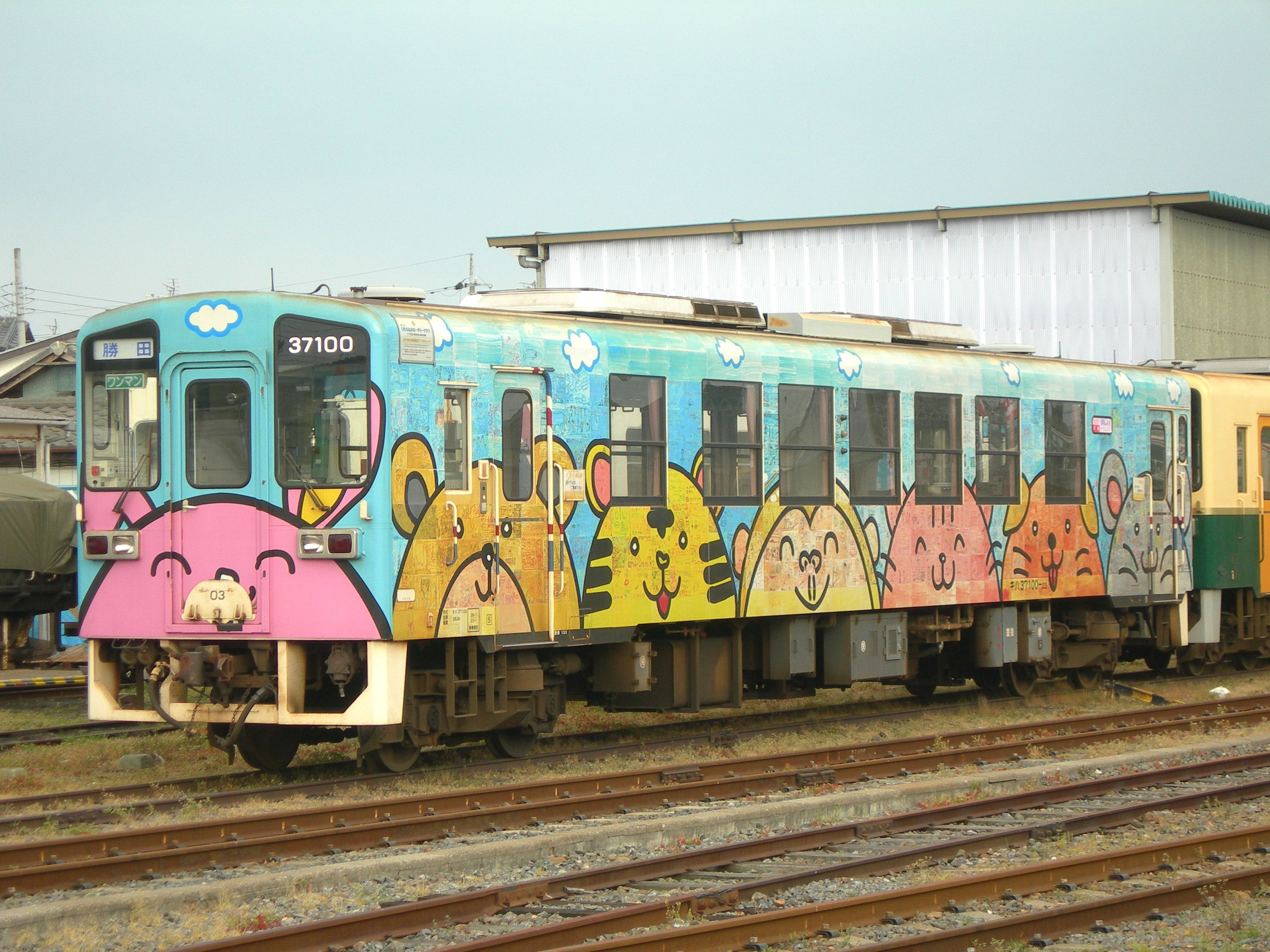
KiHa 37100-03